# Шоллар, Людмила Францевна
Людми́ла Фра́нцевна (Фёдоровна) Шолла́р, в замужестве — Вильтза́к (15 марта 1888, Санкт-Петербург — 10 июля 1978, Сан-Франциско) — артистка балета и педагог, в 1909—1914 и 1921—1925 входила в состав труппы «Русский балет Дягилева». Супруга танцовщика Анатолия Вильтзака.

## Биография
Родилась в семье валторниста чешского происхождения, игравшего в оркестре Мариинского театра:147. В 1906 году окончила Императорское театральное училище (педагоги — Михаил Фокин и Клавдия Куличевская) и была принята в балетную труппу Мариинского театра.
С 1909 по 1914 участвовала в Русских сезонах Дягилева. 

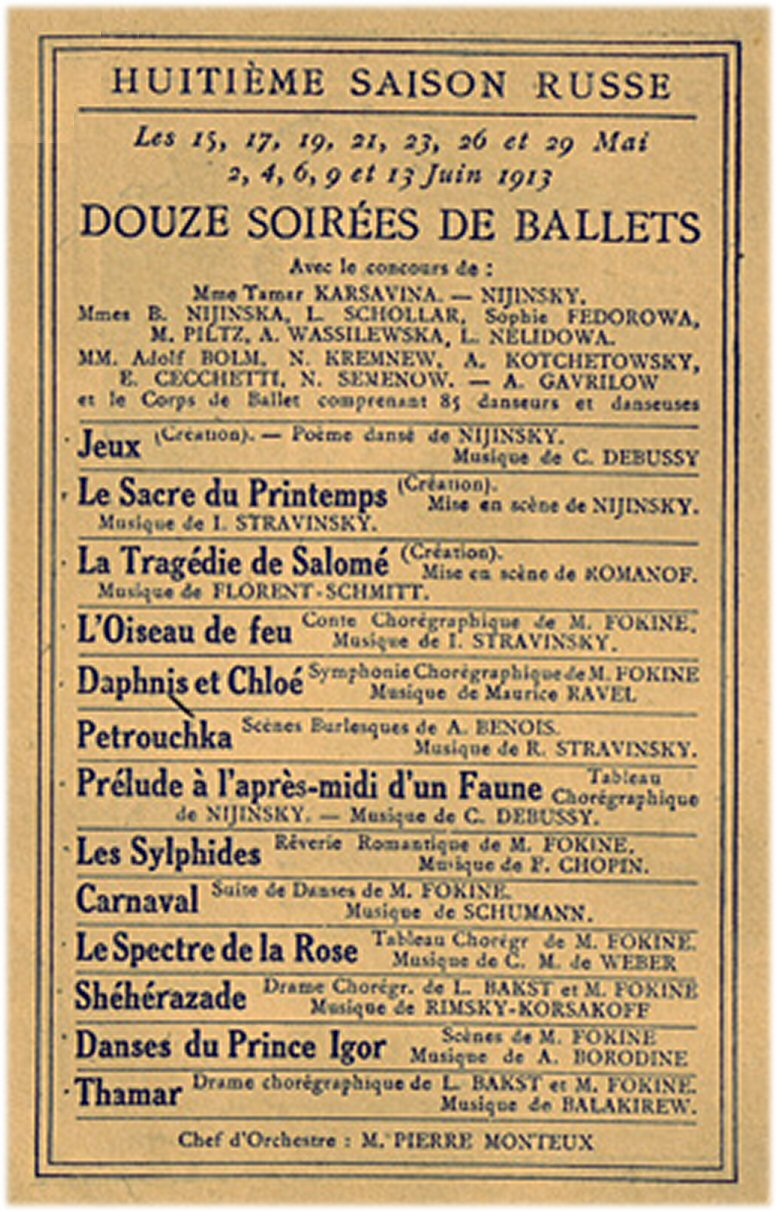
Программа «Русских Сезонов» с участием Л.Шоллар, 1913 г.

Во время войны в 1914—16 годах служила на фронте сестрой милосердия Красного Креста, была дважды ранена. 
С 1917 по 1921 вновь танцевала на сцене Мариинского театра (в 1920-м году переименованного в Петроградский театр оперы и балета). В 1921 году вышла замуж за танцовщика Анатолия Вильтзака. 
Эмигрировав из России в том же году, вернулась в Русский балет Дягилева, где танцевала до 1925 года, когда была вынуждена вместе с мужем  оставить труппу после того, как они поддержали забастовку кордебалета, требовавшего увеличения жалования, объявленную за несколько часов до начала спектакля:147. С 1926 по 1927 выступала на сцене театра Колон (Буэнос-Айрес). Затем работала в разных труппах: у Иды Рубинштейн, Брониславы Нижинской, в компании Карсавиной—Вильтзак.

### Педагогическая деятельность
В 1936 году вместе с супругом переехала в Нью-Йорк, где в том же году начала преподавать в Школе американского балета (Шоллар занималась с учениками младшего и среднего возраста, в то время как Вильтзак — со старшими:371). В 1940 году вместе с мужем открыла собственную балетную школу New York Ballet School, просуществовавшую до 1946 года, просуществовавшую до 1946 года. Также она преподавала:  
- в школе Американского балета[англ.] (1936—1963)
- в школе Театра балета (Ballet Theatre School) (1951—1953)
- в школе Вашингтонского балета (1963—1965)
- в школе Балета Сан-Франциско (с 1965)

Среди учеников Шоллар —  Соня Войциковская (дочь Леона Войциковского), Алисия и Фернандо Алонсо.

## Репертуар

##### Мариинский театр
- 1907 — Актея, «Эвника» А. Щербачёва, хореография М. Фокина.

##### Русский балет Дягилева
- 1909 — Венгерское гран-па (фр. Grand Pas Classique Hongrois), «Пир», музыка А. Глазунова из «Раймонды», хореография М. Петипа.
- 1910 — Эстрелла, «Карнавал» на музыку Р. Шумана, хореография М. Фокина.
- 1911 — Балерина, «Петрушка» И. Стравинского, хореография М. Фокина.
- 1913 — Девушка, «Игры» К. Дебюсси, хореография В. Нижинского[4]
- 16 апреля 1914 — Бабочка, «Бабочки» на музыку Р. Шумана, хореография М. Фокина.